# Brueelia merulensis
Brueelia merulensis är en insektsart som först beskrevs av Henry Denny 1842.  Brueelia merulensis ingår i släktet draklöss, och familjen fjäderlöss. Inga underarter finns listade i Catalogue of Life.